# Kaj Leo Johannesen
Kaj Leo Holm Johannesen (* 28. August 1964 in Tórshavn, Färöer) ist ein färöischer Politiker und ehemaliger Vorsitzender der Unionistenpartei Sambandsflokkurin. Er war von 2008 bis 2015  Ministerpräsident der Färöer (Løgmaður). Zuvor war er als färöischer Fußballtorwart und Handballspieler aktiv.

## Herkunft und Ausbildung
Kaj Leo ist der Sohn von Karin, geb. Holm, und Leo Hans Johannesen aus Mykines. Er ist verheiratet mit Jórun, geb. Bærentsen, und zusammen haben sie zwei Kinder. Nach dem Abschluss der Schule fuhr er bereits mit 14 Jahren zur See. Kaj Leo Johannesen ist ausgebildeter Schiffsführer und war unter anderem Unternehmer im Fischhandel.

## Politische Laufbahn
Von 1997 bis 2000 war Johannesen Ratsherr in der Kommune Tórshavn. Seit 2002 gehört er dem Landesparlament Løgting an. 2004 wurde er wiedergewählt und ist dort Vorsitzender des Außenausschusses. Seit 2004 ist er auch Parteivorsitzender der Unionisten.
2007 wurde Kaj Leo Johannesen Zweiter auf seiner Parteiliste zur Folketingswahl. Den erstplatzierten Edmund Joensen vertrat er kurzzeitig im Dezember 2007 als Nachrücker. Am 24. September 2008 wurde Johannesen nach dem Rücktritt von Jóannes Eidesgaard neuer Ministerpräsident der Färöer. 

### Rücktritt von seinen Ämtern (2015)
Nachdem bei den Parlamentswahlen (Løgtingsval) am 1. September 2015 die regierende Koalition herbe Verluste erlitten hatte, erklärte Kaj Leo Holm Johannesen am folgenden Tag seinen Rücktritt als Ministerpräsident. Am 3. September 2015 wurde er durch Parlamentspräsident Jógvan á Lakjuni formell aus seinem Amt entlassen und gleichzeitig gebeten das Amt des Ministerpräsidenten bis zur Bildung einer neuen Koalition kommissarisch weiterzuführen.
Im Laufe desselben Tages legte er ebenfalls den Vorsitz in der Unionistenpartei Sambandsflokkurin nieder, um den Weg für einen Neuanfang freizumachen. Er wird jedoch als einfacher Abgeordneter seiner Partei dem nächsten Løgting angehören.

## Fußball

### Verein
Johannesen begann erst 1984 mit dem Fußballspielen und war bis 2007 Torwart von HB Tórshavn, kam zuletzt jedoch nur noch selten und hauptsächlich für die zweite Mannschaft zum Einsatz. Er bestritt 299 Pflichtspiele für seinen Verein und liegt damit auf dem zweiten Platz der Rekordspieler nach Rúni Nolsøe. Sein Debüt gab er 1984 am zwölften Spieltag der ersten Liga bei der 1:4-Heimniederlage gegen LÍF Leirvík, als er den bisherigen Stammtorhüter Mikkjal Mikkelsen für die letzten drei Spiele ablöste. Im Pokal gelang ihm 1995 in der Gruppenphase beim 22:0-Rekordsieg gegen Skansin Tórshavn sein einziges Pflichtspieltor. In seiner Karriere holte er mit HB vier Meistertitel und sieben Pokalsiege. Bei den ersten beiden Meistertiteln spielte er unter anderem zusammen mit Uni Arge, Jan Dam und Jóannes Jakobsen, 1998 waren Jan Dam, Andrew av Fløtum, Hans Fróði Hansen, Jóhannis Joensen, Allan Mørkøre und Jens Erik Rasmussen in der Mannschaft. Bei der Meisterschaft 2004 absolvierte er lediglich das letzte Ligaspiel, als der Titel bereits feststand. Damals waren unter anderen Jákup á Borg, Jan Dam, Rógvi Jacobsen und Heðin á Lakjuni seine Mannschaftskollegen. Danach spielte er noch fünf Mal für die zweite Mannschaft, zuletzt 2016.

#### Europapokal
15 Spiele im Europapokal stehen für Johannesen zu Buche. Sein Debüt gab er 1993 für HB Tórshavn in der Vorrunde vom Europapokal der Pokalsieger im Auswärtsspiel gegen RAF Jelgava, welches mit 0:1 verloren wurde. Da der Gegner jedoch nicht zum Rückspiel antrat, stand HB in der Hauptrunde und traf dort auf FC Universitatea Craiova, gegen die HB mit 0:4 und 0:3 unterlag. Seine letzten beiden Spiele absolvierte Johannesen 1998/99 in der Vorrunde des UEFA-Pokals gegen den Vaasan PS. Nachdem das Heimspiel mit 2:0 gewonnen wurde, unterlag HB auswärts mit 0:4 und schied aus dem Wettbewerb aus.

### Nationalmannschaft
In der färöischen Fußballnationalmannschaft war er Ersatzmann für  Jens Martin Knudsen. Anfang der 1990er wurde er als möglicher Nachfolger für Knudsen gehandelt, doch dazu kam es nie. Dennoch absolvierte er zwischen 1991 und 1992 vier Länderspiele. Sein erstes Spiel absolvierte Johannesen am 25. September 1991 beim EM-Qualifikationsspiel gegen Dänemark, als er in der 56. Minute für Jens Martin Knudsen beim Stand von 0:2 eingewechselt wurde. Das Spiel in Landskrona ging schlussendlich mit 0:4 verloren. Am 16. Juni 1992 kam Johannesen beim WM-Qualifikationsspiel gegen Zypern, welches in Toftir mit 0:2 verloren wurde, zu seinem letzten Nationalmannschaftseinsatz.

### Erfolge
- 4× Färöischer Meister: 1988, 1990, 1998, 2004
- 7× Färöischer Pokalsieger:  1984,  1987,  1988,  1989,  1992,  1995,  1998

## Handball
Für den färöischen Handballverein Kyndil Tórshavn spielte Johannesen ebenfalls und erzielte in der ersten Liga bis 2005 in 163 Spielen insgesamt 625 Tore.

## Kultur
Anfang der 1990er Jahre konnte sich die färöische Öffentlichkeit von den Sangeskünsten Kaj Leo Johannesens ein Bild machen als er auf dem Album  Vit herja á der färöischen Fußballnationalmannschaft das Lied Vit syngja sang.
Die färöische Punkband 200 widmete ihm 2005 einen Spott-Song mit dem Titel „Sig ikki nei Kaj“ (Sag nicht nein, Kaj). Zumindest in einem Punkt haben er und die politisch engagierten Punkrocker dennoch die gleiche Haltung: Sie kämpften für das 2006 angenommene Antidiskriminierungsgesetz zum Schutz der Homosexualität auf den Färöern.